# Universitatea Cluj (volei feminin)
Clubul Sportiv Universitatea Cluj-Napoca, prescurtat „U” Cluj, este o echipă de volei feminin din Cluj-Napoca, România, secție a clubului sportiv CS Universitatea Cluj-Napoca. Echipa evoluează în Divizia A1, primul eșalon valoric al handbalului feminin românesc. Sediul clubului se află pe strada Cardinal Iuliu Hossu nr. 23 din Cluj-Napoca, iar echipa își desfășoară meciurile de pe teren propriu în Sala Horia Demian și Sala Polivalentă. Culorile oficiale ale clubului sunt alb-negru.

## Istoric
Între anii 1959-1966 a purtat denumirea Știința Cluj. De-a lungul anilor, din motive de sponsorizare, echipa a purtat și alte denumiri. Actualmente poartă denumirea de CS "U" NTT Data Cluj.

## Palmares
Divizia A1
 Locul 3 (2): 1992, 1994

## Arene

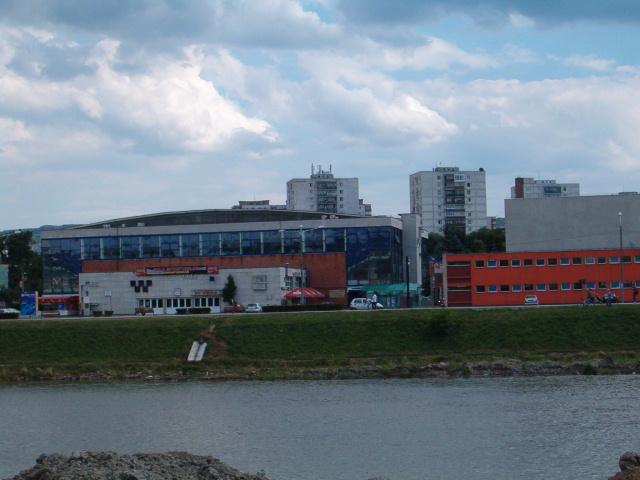
Sala Sporturilor Horia Demian

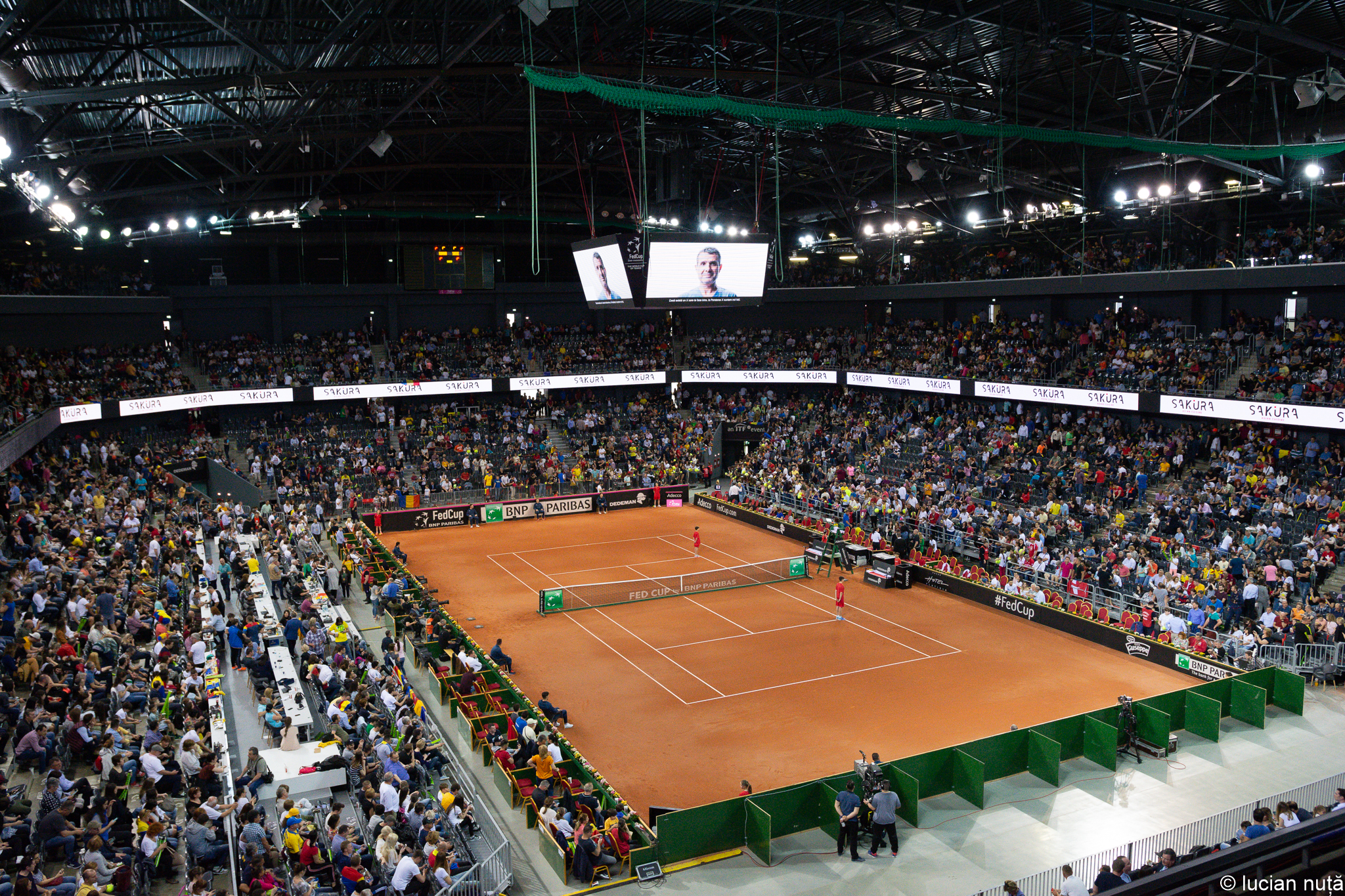
BTarena

Echipa de volei își joacă meciurile de acasă în sala sporturilor "Horia Demian". Meciurile importante le joacă pe BTarena.

## Jucătoare
| - Adina Stanciu - Alexandra Ariton - Alexandra-Claudia Ciontoș - Alexandra-Tatiana Bara - Alina-Livia Gagea - Anca Berci - Anca Bunea - Anda Lehene - Andra-Amalia Cucu - Andreea Bucur-Dulgheru - Andreea Klein - Andreea Nițulescu | - Andreea-Cristina Tămaș - Angela-Ioana Vodă - Angelica-Maria Podină - Antonela-Ruxandra Dănăilă - Ariana Pirv - Bianca-Maria Cenan - Carmen-Andreea Mateaș - Carmen-Cristina Crișan-Grama - Delia Nilcă - Denisa-Oana Mocar - Emiliya Serafimova - Gabriela-Bianca Dancu | - Ivelina Petkova - Lorena-Livia Dancu - Luminița Trombițaș - Medeea-Anca Clăteșteanu - Melinda Șipoș - Mihaela Panfil - Monica Puianu - Nicoleta Lechințan - Oana-Maria Vasiu - Paula Cornea - Paula Tarța - Petra Șikoș | - Rada Beudean - Raluca Rovas - Raluca-Vasilica Bucur - Ramona-Camelia Domocoș - Roxana-Georgiana Pintea - Sabina Miclea-Grigoruță - Simina Străchinescu - Sorina-Adriana Buz - Sorina-Mariana Mocan - Tanya Paulin - Timea-Kriszta Știrț |

## Antrenori
- Dănuț Ciontoș (2015-2016)
- Ciprian Dârnescu (2017-2018)
- Luminița Trombițaș (2018-2020)